# Nans Peters
Nans Peters (født 12. marts 1994 i Grenoble) er en professionel cykelrytter fra Frankrig, der er på kontrakt hos Decathlon-AG2R La Mondiale. 
Ved Giro d'Italia 2019 vandt han 17. etape. Peters hidtidig største sejr kom ved 8. etape af Tour de France 2020. Han vandt i 2023 Trofeo Laigueglia.